# Boforsmonumentet

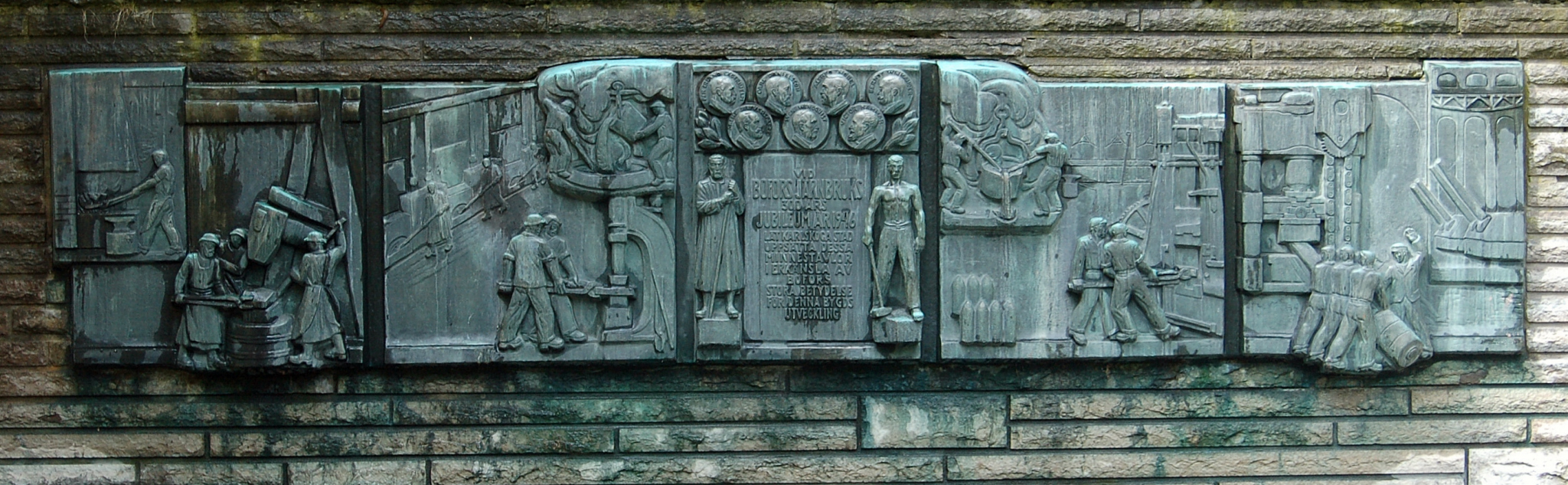
Boforsmonumentet

Boforsmonumentet är ett konstverk med fem plaketter med reliefer i brons av John Lundqvist i Karlskoga.
Boforsmonumentet sattes upp i Tingshusparken utanför Karlskoga konsthall i juni 1946 i samband med Bofors 300-årsjubileum. Det avbildar i fyra reliefer scener från arbetet i smedja och stålverk och i den femte, mittplaketten, sju personer som påverkat utvecklingen av bruket:
- Pehr Erland Lagerhjelm (1829-90), bruksägare
- Carl Danielsson (1845-1917), metallurg
- Alfred Nobel (1833-96), dominerande ägare
- Berndt Wijkander (1859-1925), företagsledare
- Arent Silfversparre (1856-1902), artillerikonstruktör
- Sven Wingquist 1876-1953, verkställande direktör
- Viktor Hammar (1880-1958), konstruktör och överingenjör

Monumentet är försett med inskriften: "Vid Bofors järnbruks 300-årsubileum år 1946 lät Karlskoga stad uppsätta dessa minnestavlor i erkänsla av Bofors stora betydelse för denna bygds utveckling." I parken står även John Lundqvists bronsskulptur Järnarbetaren från samma år.

## Fotogalleri

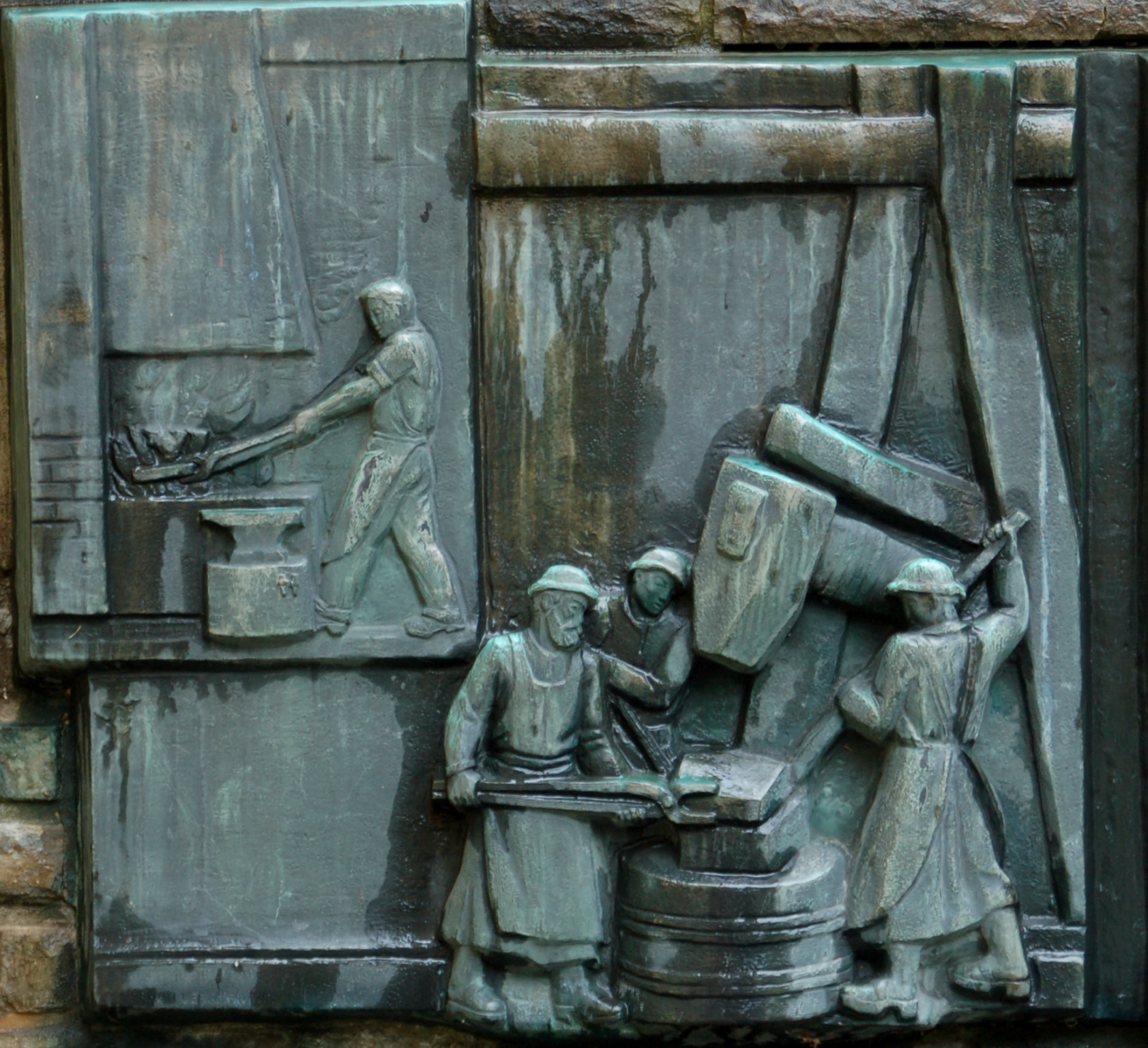
relief nr 1: Gammal klensmedja samt smeder kring en mumblingshammare i en lanchashiresmedja
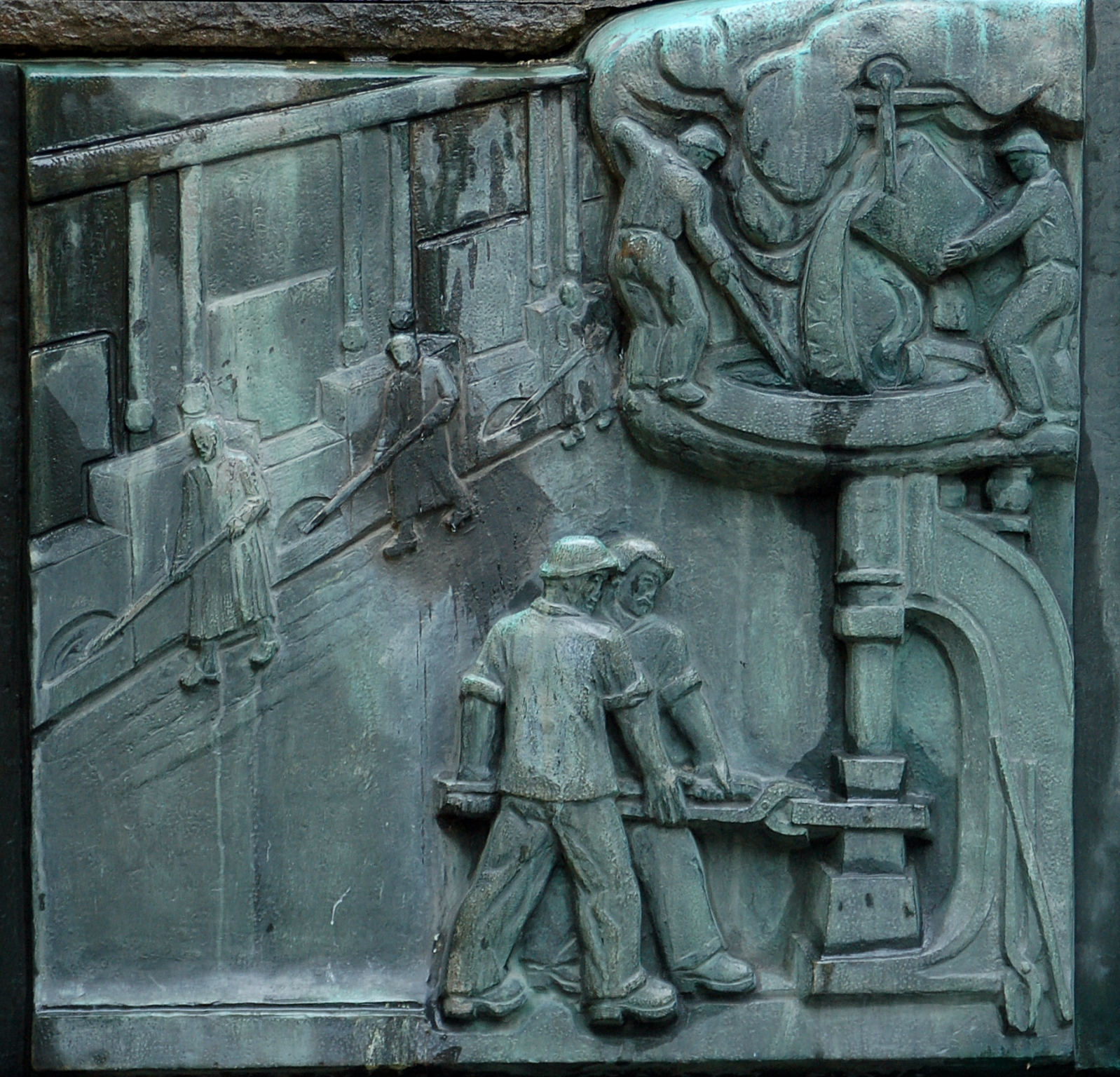
relief nr 2: Vattendriven räckhammare och luftdriven hammare samt två uppsättare vid en masugnskrans
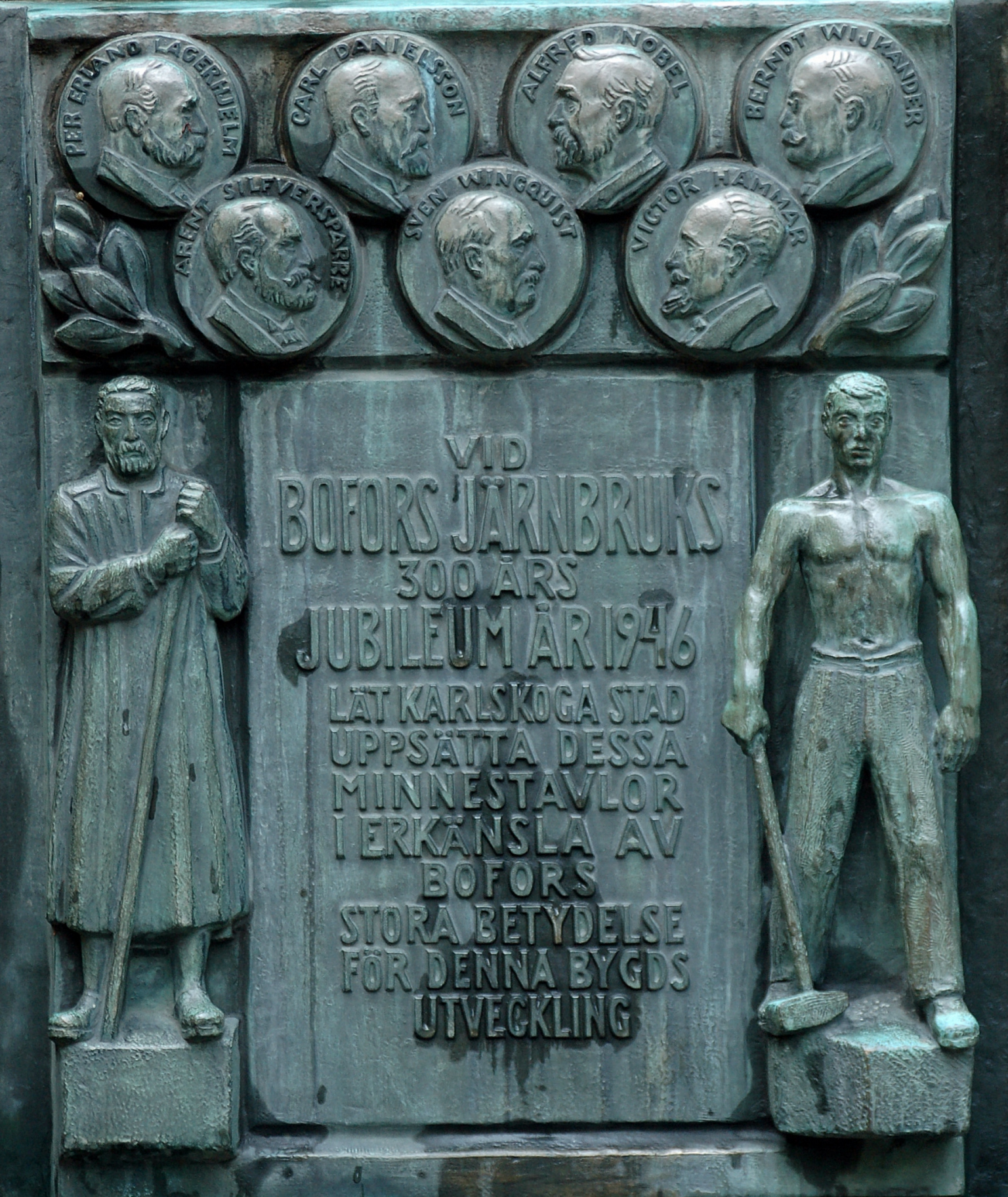
relief nr 3:  Hammarsmed iklädd blaggarnsskjorta, träskor och med härdspett i handen samt den unge smeden.
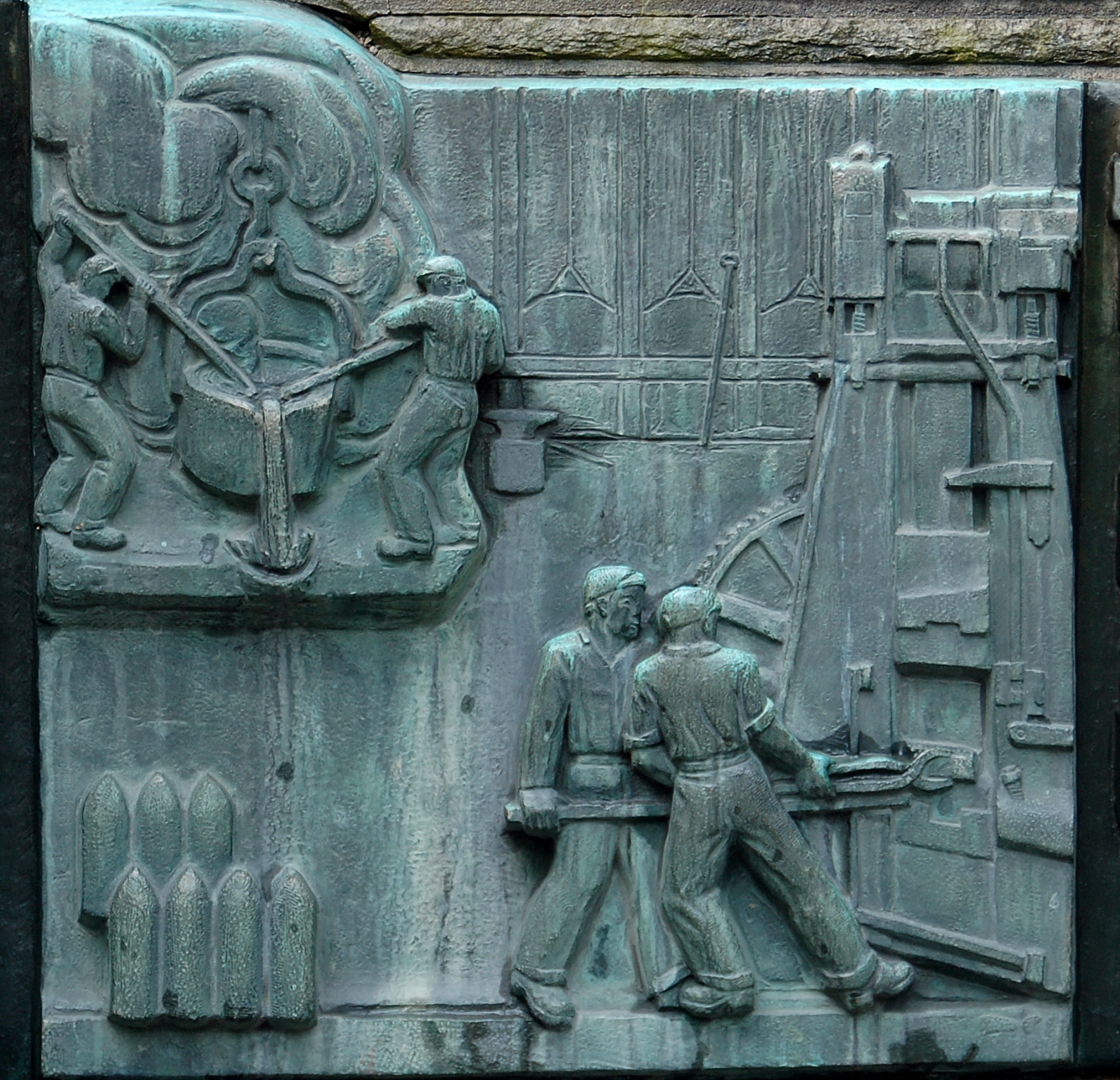
relief nr 4: Pressmedjan
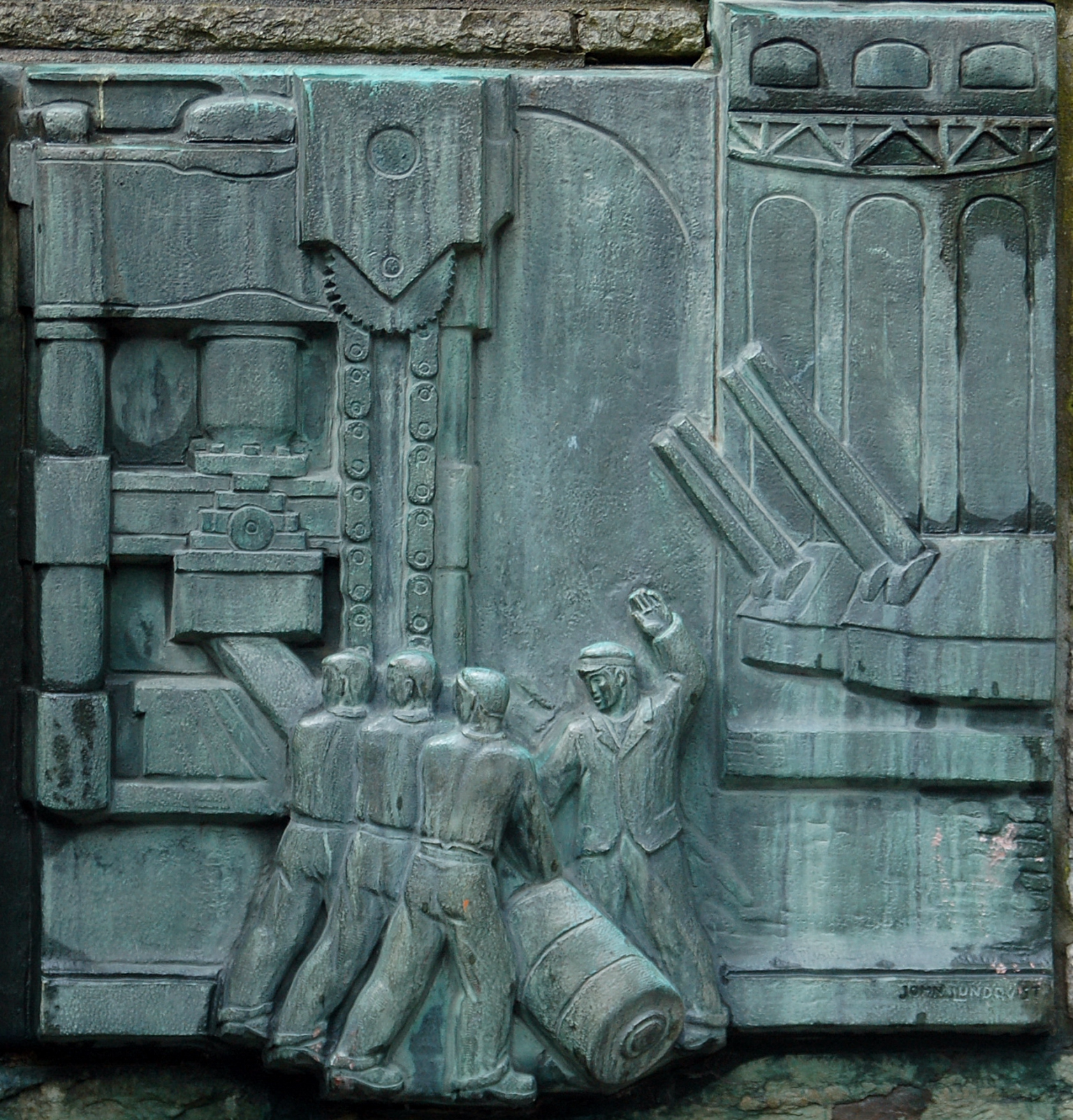
relief nr 5: Modernt stålverk
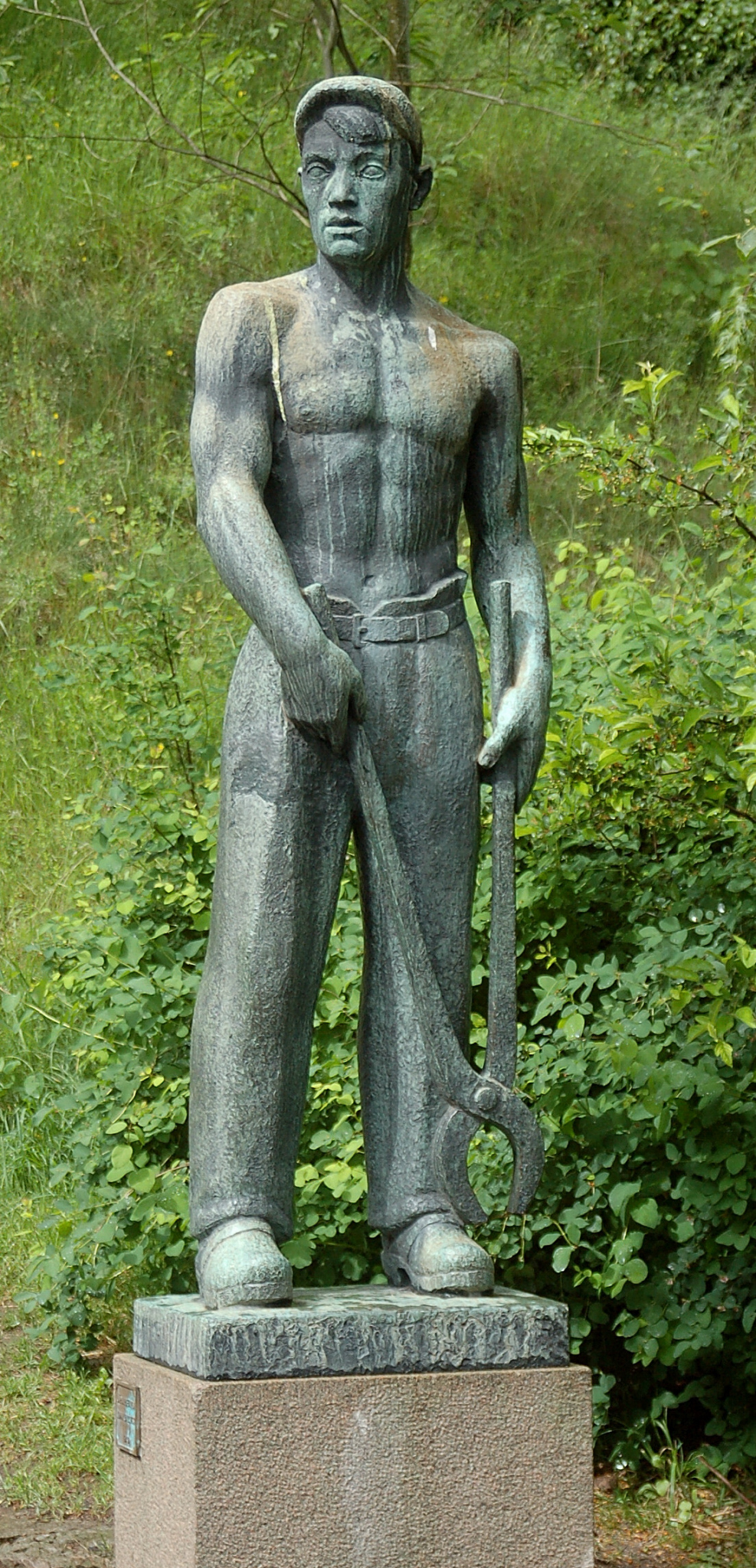
Järnarbetaren